# Shahrestān-e Bandar-e Anzalī
Shahrestān-e Bandar-e Anzalī (persiska: شهرستان بندر انزلی, بندر انزلی) är en delprovins (shahrestan) i Iran.   Den ligger i provinsen Gilan, i den nordvästra delen av landet, 270 km nordväst om huvudstaden Teheran. Administrativt centrum är staden Bandar-e Anzali.
Delprovinsen hade 139 016 invånare 2016.